# YHWH

O tetragrama em hebreu.

YHWH (transliteração do hebraico יהוה) é o tetragrama (do grego: τετραγράμματον, tetragrammaton; "conjunto de quatro letras") que na Bíblia hebraica indica o nome próprio de Deus.
As quatro letras do alfabeto hebraico que compõem este tetragrama (escritas da direita para a esquerda) são י (yod), ה (he), ו (vav, chamada também waw), e de novo ה (he). Em português (assim como em inglês e francês) a transliteração usual é YHWH, mas encontram-se também na forma YHVH (como em espanhol).
As quatro letras são todas consoantes, como é normal ao escrever hebraico. Hoje a maioria dos estudiosos pensa que a pronúncia original do tetragrama bíblico era "Yahweh". Entre eles há incerteza sobre a vocalização como "Yahwoh" ou "Yahweh", mas esta é a forma que escolhem principalmente.
Traduções mais populares da língua portuguesa na atualidade usam o termo Jeová ou Javé para o tetragrama.

## Antigos textos com o tetragrama YHWH

### Primeiros usos conhecidos

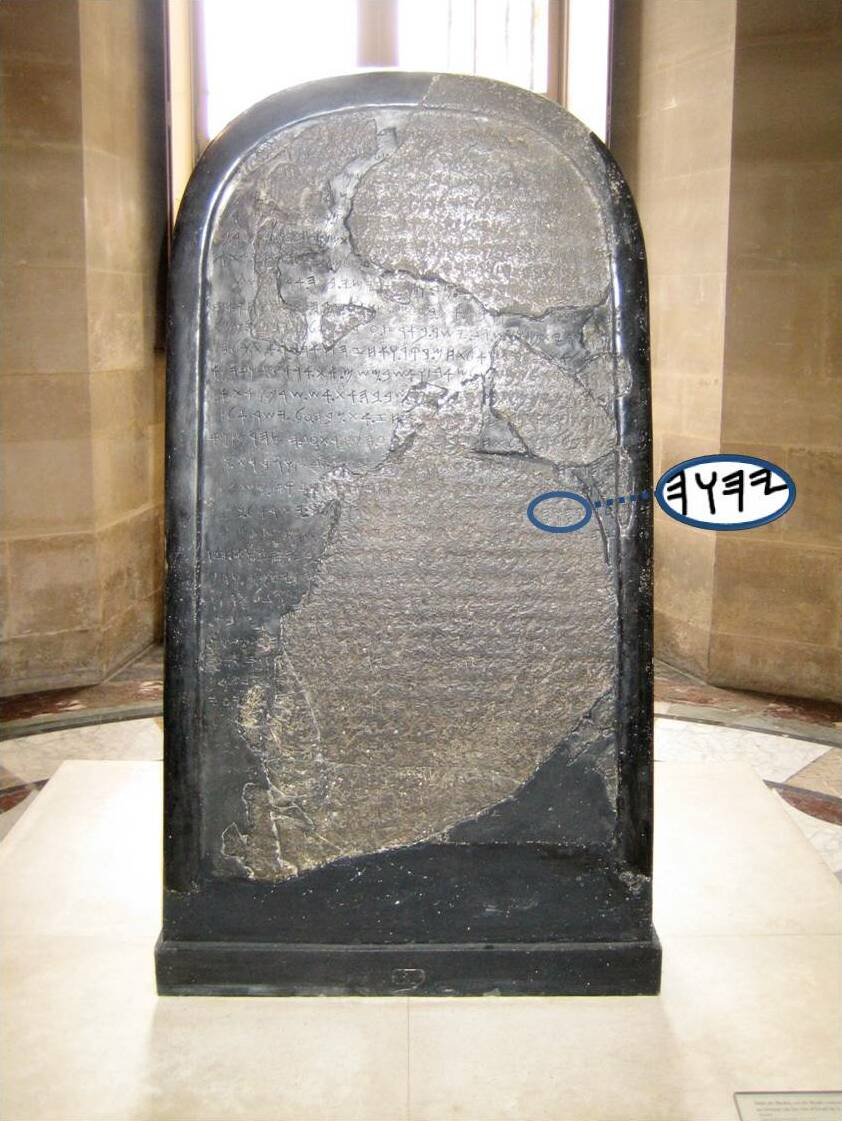
Tetragrama YHWH na Pedra Moabita

A inscrição mais antiga conhecida que contém o tetragrama YHWH é a Pedra Moabita de cerca de 840 a.C, que celebrou a vitória de um rei moabita sobre um rei israelita e o saque de um templo do deus israelita. O tetragrama também foi encontrado em inscrições menos solenes em fragmentos de cerâmica e semelhantes de data ligeiramente posterior. Aparece por exemplo nas chamadas Cartas de Laquis escritas em fragmentos de cerâmica na última parte do século VII a.C. e que contêm frases como "Que YHWH faça que meu senhor ouça hoje mesmo notícias de paz.
Em todos estes textos, usa-se a forma arcaica do alfabeto hebraica (letras páleo-hebraicas): 𐤉𐤄𐤅𐤄.

### A Bíblia hebraica

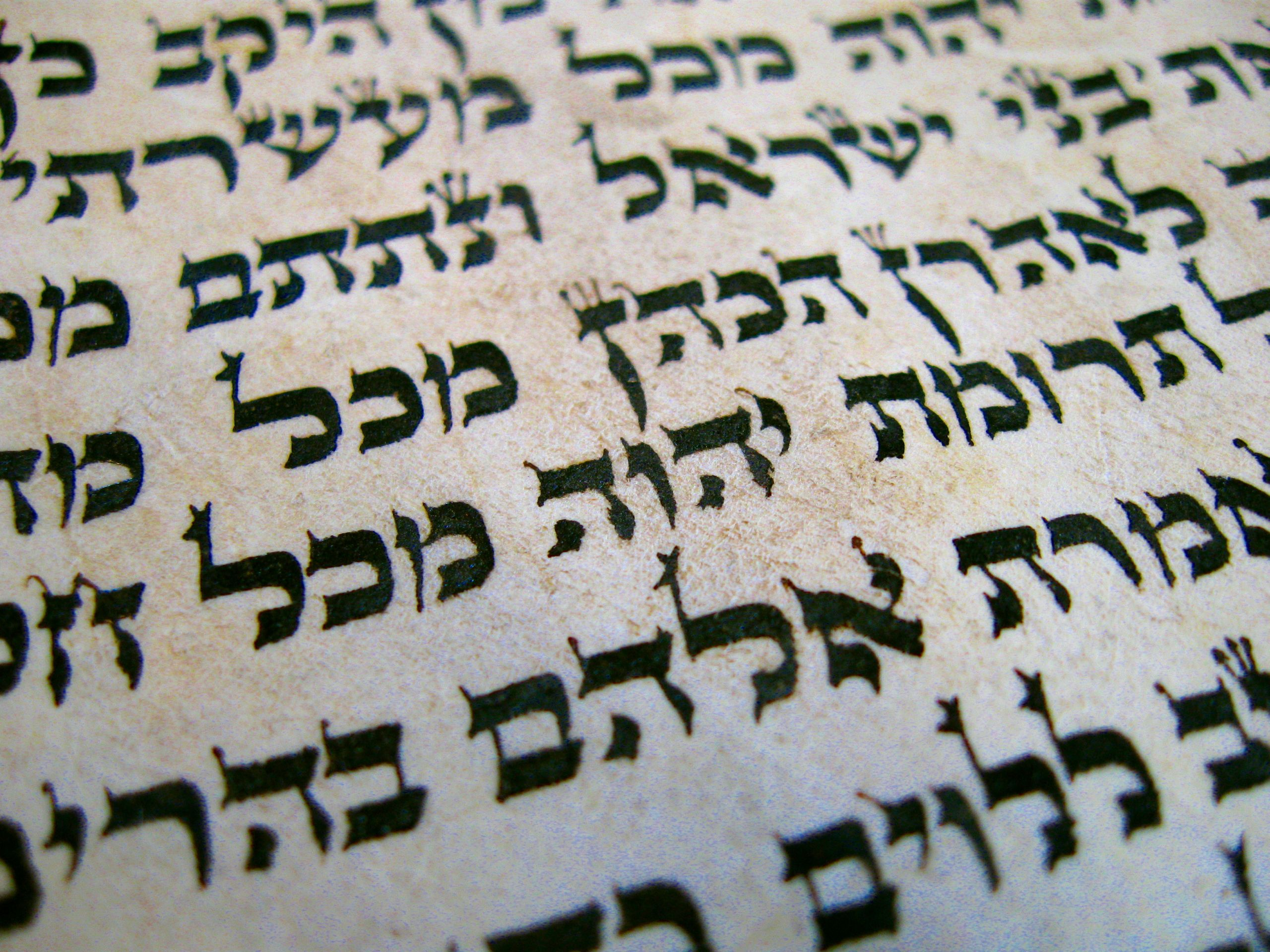
Tetragrama bíblico em Números 18:2 em um pergaminho de sinagoga e, portanto, sem sinais vocálicos

O tetragrama YHWH ocorre 5 410 vezes no texto hebraico da Bíblia.
Por ser uma palavra hebraica, YHWH não aparece nem nas partes da Bíblia escritas em aramaico nem nos livros deuterocanônicos escritos em grego e considerados como parte da Bíblia por algumas igrejas cristãs mas rejeitados por outras.
Segundo a hipótese documental os cinco primeiros livros do Antigo Testamento (chamados de Pentateuco ou Torá) são resultado de uma composição a partir de quatro fontes principais, das quais uma, ao falar de Deus, enfatiza o nome YHWH. (As outras fontes seriam a Eloista, a Deuteronista e a Sacerdotal.)
Em alguns manuscritos do Mar Morto (todos anteriores ao ano 100 d.C., mas descobertos apenas em meados do século XX), o tetragrama YHWH é escrito com caracteres páleo-hebraicos, enquanto o resto do texto usa o estilo de escrita que então havia se tornado normal: יהוה.

### A Septuaginta

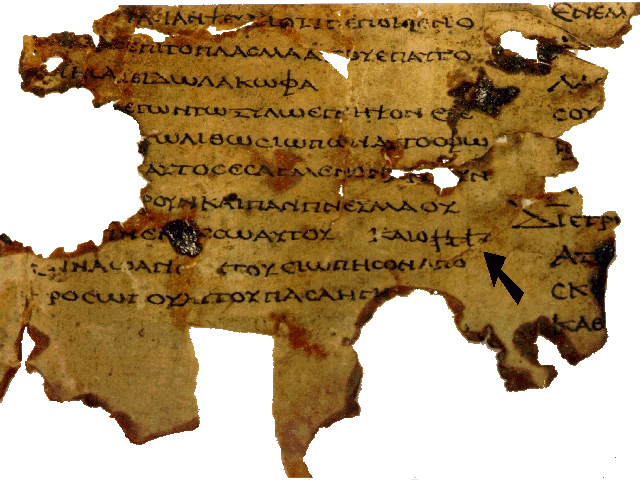
YHWH grafado em páleo-hebraico, em meio do texto grego da Septuaginta em um manuscrito do século I d.C.

A grande maioria dos manuscritos da Septuaginta (tradução antiga grega da Bíblia hebraica) representa o tetragrama YHWH pela palavra Κύριος (Kyrios, Senhor) correspondente ao termo hebraico אדני, (Adonai, que tem o mesmo significado). São exceções cinco manuscritos entre os mais antigos conhecidos. O manuscrito 4Q120 do século I a.C. usa ΙΑΩ (Iao) como sua tradução de YHWH. Os outros quatro, em vez de traduzir o nome YHWH, inserem-no em meio do texto grego com suas letras hebraicas, seja na forma contemporânea יהוה (Papiro Fouad 266 do século I a.C.) ou em caracteres páleo-hebraicos 𐤉𐤄𐤅𐤄 (Pergaminho Grego dos Profetas Menores de Nahal Hever e Papiros Oxirrinco 3522 e 5101 do século I d.C.), onde o Tetragrama aparece escrito em hebraico arcaico ou páleo-hebraico.

## Originalmente sem sinais vocálicos

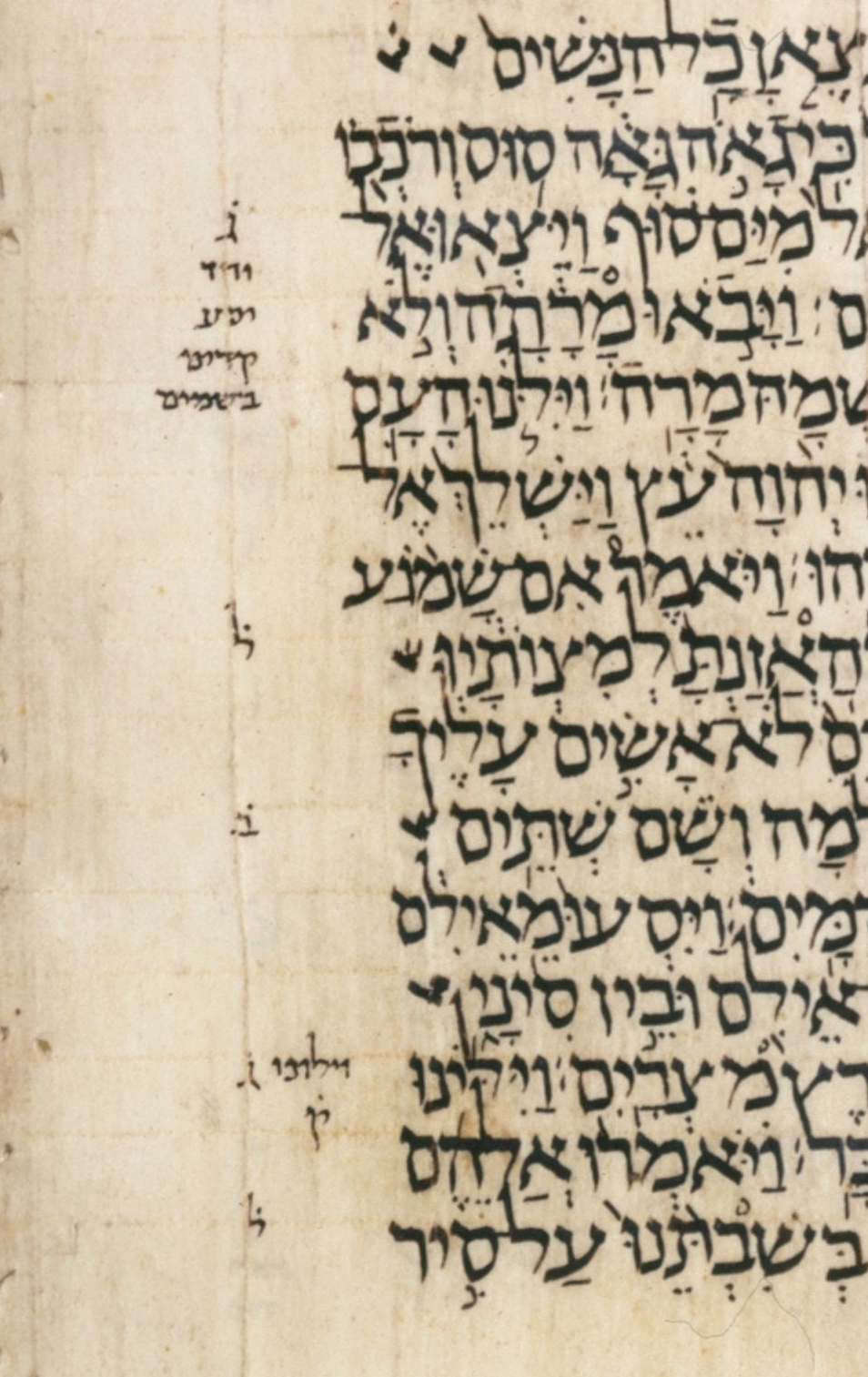
O Códice Leningrado, do século XI

As antigas inscrições, como a da Pedra Moabita. têm só consoantes sem indicação das vogais. O mesmo vale para os primeiros manuscritos da Bíblia hebraica. Mais tarde, por volta do signo V a.C. começou-se a indicar, não sempre mas ocasionalmente, os sonidos vocálicos, empregando para isso certas letras, chamadas por isso matres lectionis (mães da leitura), como Y para indicar I ou E, W para indicar U ou O. Não antes do século VI d.C. apareceu um sistema de pontos e traços para indicar com precisão a vogal de cada sílaba.
Este novo sistema de pontos vocálicos foi empregado em os manuscritos bíblicos e por isso entrou nas edições impressas do texto sagrado, mas não em o uso ordinário, como demonstra, por exemplo, o artigo sobre o tetragrama YHWH na Wikipédia Hebraica. Também não foi aceito nos pergaminhos para uso nas sinagogas.
Algumas palavras e frases do texto consonantal podiam ser ambíguas se os sinais vocálicos não estiverem lá para esclarecê-las. Por isso alguns protestantes sustentaram que os sinais vocálicos inseridos na Escritura recebida (sola scriptura) não podiam ter sido uma invenção dos massoretas na Idade Média, mas eram parte da Palavra inspirada que Deus revelou a Moisés no Monte Sinai. Do outro lado os primeiros líderes protestantes, Martinho Lutero, Ulrico Zuínglio e João Calvino, viam-nos como invenções rabínicas doutrinariamente irrelevantes. Alguns católicos enfatizaram as ambiguidades  como prova da inadequação da Bíblia tomada isoladamente. O inglês John Gill (1697–1771) argumentou a favor da possibilidade que Deus teria ensinado Adão a escrever com os pontos vocálicos. Os admiradores modernos de Gill preferem nada dizer sobre esta sua obra: em um simpósio celebrando o tricentenário de seu nascimento, é mencionada apenas em uma nota de rodapé que afirma: "A desatualizada crítica bíblica e histórica de Gill é ilustrada em sua Dissertation Concerning the Antiquity of the Hebrew Language: Letters, Vowel-points, and Accents (Londres, 1767), razão pela qual limitamos nossa investigação ao seu trabalho como exegeta".

## Redução da enunciação
É costume judaico não enunciar o nome YHWH, costume que nem sempre existia: o uso do nome YHWH era habitual no tempo da Bíblia hebraica (ver por exemplo Livro de Rute 2:4) e a Mishná ainda prescreveu seu uso em juramentos, mas na época do Talmude (Guemará) já estava proibido enunciar o nome. Alguns até pensaram que enunciar de qualquer maneira o nome era uma violação do mandamento de não tomá-lo em vão, em vez de entender o mandamento em relação aos juramentos. Um rabino citado no tratado Sanhedrin 10:1 declarou que quem enuncia o nome divino como está escrito não participará do mundo vindouro. Por isso na leitura a voz alta Adonai (Senhor) substituiu YHWH em hebraico e foi adotado pelos tradutores nas diversas línguas estrangeiras (em griego Kύριος; em latim Dominus).
Depois de introduzir os sinais vocálicos, os massoretas, para lembrar ao leitor que ele devia dizer "Adonai" (Senhor), deram a YHWH as vogais de Adonai em vez das suas próprias.

## Vocalizações de YHWH nos manuscritos
O Códice de Leningrado, do século XI, a cópia completa mais antiga da Bíblia Hebraica que existe no mundo, serve como texto base para as modernas traduções. Indica diferentes vocalizações massoréticas do tetragrama YHWH. Aquela vocalização que serve como base principal para interpretar o tetragrama como "Jeová", ou seja יְהֹוָה (YǝHōWāH), é uma das menos frequentes. Aparece apenas 46 vezes, enquanto a forma יְהוָה‎ (YǝHWāH), sem ō, aparece 5.678 vezes. Outras vocalizações que terminam em "-a" ocorrem, depois de certos prefixos, יהֹוָה (YHWāH), 789 vezes, e יהֹוָה (YHōWāH), 6 vezes. Todas estas formas visavam chamar a atenção para a necessidade de ler אֲדֹנָי (Adonai) no lugar do tetragrama. Outras vocalizações serviam para alertar de substituir o tetragrama não por Adonai, mas por Elohim, de modo a evitar ter que dizer Adonai duas vezes consecutivas: יְהֹוִה‎ (YǝHōWiH), 32 vezes, e יְהוִה‎ (YǝHWiH), 269 vezes.

## Significado etimológico
O significado exato do tetragrama YHWH é objeto de controvérsia entre os especialistas. YHWH tem a forma de um verbo na terceira pessoa masculina do singular. Alguns associam-no a uma raiz semítica que significa soprar e interpretam o nome como indicação do deus da tempestade, mas são mais numerosos aqueles que o associam com um verbo que significa «ser».
No Livro do Êxodo, Moisés pergunta a Deus qual é o Seu nome. Deus, usando a primeira pessoa do mesmo verbo «ser», responde: «Eu Sou o Que Sou.  É isto que tu dirás aos israelitas: Eu Sou me enviou a vocês.»
As palavras traduzidas como «Eu Sou o Que Sou», em hebraico אהיה אשׁר אהיה, podem significar também: «Eu sou/serei quem sou/serei» No hebraico bíblico, os verbos não indicam o tempo gramatical como fazem os verbos portugueses. O que indica o tempo é o aspecto «perfeito» ou «imperfeito», acabado ou não acabado. O verbo neste versículo da Bíblia tem a forma do aspecto «imperfeito», podendo ser traduzido igualmente como «Ele é» ou «Ele será». Além disso, de acordo com a conjugação usada, pode significar simplesmente «Ele é» ou (sentido causativo) «Ele faz com que seja», «Ele faz que venha a ser».
A frase de Éxodo 3,14, «Eu Sou o Que Sou». é interpretada na Septuaginta (tradução grega do III século antes de Cristo) como Ἐγώ εἰμι ὁ ὤν («Eu sou o Existente, Aquele que existe»): interpretação ontológica. Entendida no sentido causativo, a frase significa «Aquele que faz existir«, «O Criador». A aparente tautologia («Eu sou/serei quem/o que sou/serei») pode indicar que Deus se recusa de indicar qualquer nome concreto, visto que Ele está acima do conhecimento humano. Em outra interpretação, o verbo traduzido com «Eu sou» denota não apenas a existência, mas tem o significado ativo de «estar presente» para alguém: que Deus vai libertar os israelitas no Egito.

## Ocorrência bíblica
Ao inserir na Bíblia hebraica os sinais vocálicos, os Massoretas não mudaram o texto existente, que até então consistia apenas de consoantes. Não eliminaram o nome YHWH: o preservaram fielmente, deixando inalteradas todas as indicações do nome YHWH no texto sagrado. Apenas indicaram ao leitor, pelos recém inventados sinais vocálicos, o que por longa tradição devia dizer em voz alta.
A antiguidade desta tradição é confirmada pela prática dos primeiros cristãos, que no Novo Testamento e em todos os seus outros escritos em grego sempre usaram Κύριος ou Θεός (em correspondência a "Adonai" e "Elohim") para falar dAquele cujo nome está escrito na Bíblia hebraica como YHWH. Os primeiros cristãos de língua latina e aramaica fizeram o mesmo. Ao traduzir as Escrituras hebraicas, usaram transcrições dos nomes hebraicos de indivíduos como Adão e Noé e de divindades como Baal e Moloque, mas, por respeito, nunca usaram uma transcrição do nome YHWH: sempre o mencionaram como "Senhor" ou "Deus" (em latim Dominus ou Deus).
Sobre a importância dos nomes próprios entre os povos semíticos é atribuída ao Prof. George Thomas Manley a afirmação: "O nome não é simples rótulo, mas é representativo da verdadeira personalidade daquele a quem pertence. ... Quando uma pessoa coloca seu nome numa coisa ou em outra pessoa, esta passa a ficar sob sua influência e proteção". Na Internet pode-se controlar que, na versão original em inglês desta obra o artigo correspondente tem por autor J. A. Motyer, que insiste que o nome é a mesma pessoa revelada. Saber o nome dá poder sobre a pessoa, motivo para anexar condições estritas para o uso do nome YHWH.
As várias versões da Bíblia em português representam YHWH de maneiras diferentes: como "o Senhor", como "Yahweh/Javé" e como "Jehovah/Jeová.
As mais antigas a começar pela Bíblia de D. Dinis (de Dinis I de Portugal, que reinou de 1279 a 1325) eram apenas parciais: Gênese 1––20; Salmos; Atos; Epístolas de Paulo; Epístolas Generais. Baseadas na Vulgata ou no caso da versão dos Evangelhos que a infanta Dona Filipa, neta do rei D. João I traduziu do francês, tinham todas "Senhor" em correspondência a YHWH.
A primeira versão completa (com exceção dos livros deuterocanônicos, que não foram traduzidos) da Bíblia em português foi obra principalmente de João Ferreira de Almeida  (1628–1691). Ela passou por uma longa série de revisões, que começaram já na vida de Almeida, dado que ele não acabou a sua tradução do Velho Testamento. A primeira edição em um único volume de toda a Bíblia atribuída a ele foi impressa em 1819 em Londres sob o título "A Bíblia Sagrada contendo o Novo e o Velho Testamento, traduzido para o português pelo Padre João Ferreira D'Almeida, Ministro Pregador do Santo Evangelho em Batavia". Esta tradução usa sempre "JEHOVAH" para representar YHWH do texto hebraico. As principais revisões, sem contar as menores e parciais, eram a de 1869 a 1875 em Londres, outra em 1894 em Londres e ainda uma em 1898 em Lisboa.
- Almeida Revista e Corrigida (ARC) é a edição de 1898, feita em Lisboa. No Brasil, o texto sofreu pequenos ajustes em 1995.[47]
  - Nas edições atuais da Almeida Revista e Corrigida YHWH é representado geralmente por "SENHOR";[48] "Jeová" aparece apenas 312 vezes.[49][50]
  - Tratou YHWH de uma maneira semelhante a Almeida Revisada publicada em 1967 pela Imprensa Bíblica Brasileira, que tem "Jeová" em Gênesis 22:14, Êxodo 6:2,3,6,7,8,29; 17:15; Juízes 6:24; e Ezequiel 48:35.[51]
- Tradução Brasileira publicada em 1917 conhecida como Bíblia Tira-Teima, relançada com ajustes sobretudo ortográficos em 2010,[52] representa YHWH sempre com "Jehovah" (edição 1917) ou "Jeová" (edição 2010), forma que resulta da vocalização do tetragrama YHWH como Adonay.[53]
- Almeida Revista e Atualizada (ARA) publicada em 1959 pela Sociedade Bíblica do Brasil. YHWH é representado por "Senhor".[54]
- Quase todas as revisões da versão Almeida, ao colocar em Êxodo 3:15 na boca do próprio YHWH seu nome, usam "Senhor" e não "Jehovah"  ou a forma modernizada "Jeová".[55]

António Pereira de Figueiredo terminou em 1790 a sua tradução de toda a Bíblia, incluindo os livros deuterocanônicos, em 1790. Por ser uma versão com português mais recente, foi considerada melhor que a de Almeida, apesar de ter sido baseado na Vulgata e não nos idiomas originais. A Sociedade Bíblica Britânica e Estrangeira editou as revisões de 1821 (completa) e 1828 (sem os deuterocanônicos). A Sociedade Bíblica de Portugal, fundada em 1835, distribuiu essa, além da versão de Almeida. Teve boa acolhida entre católicos e protestantes. Em correspondência a YHWH empregou "Senhor".
O mesmo pode ser dito da versão completa publicada por Matos Soares em 1930.
Em relação a YHWH, usa-se a expressão "Yahweh" na Bíblia King James Atualizada. De esta expressão a forma "Iahweh" é empregada na Bíblia de Jerusalém - edição brasileira (1981, com revisão e atualização na edição de 2002) da edição francesa Bible de Jérusalem; a forma "Yavé" na Nova Bíblia Pastoral, na Bíblia do Peregrino, na Bíblia Mensagem de Deus,
A Bíblia dos testemunhas de Jeová (a de 1961-1984 e a de 2013) usa sempre "Jeová" em relação a YHWH e além disso 237 vezes para traduzir a palavra grega Κύριος do Novo Testamento.
Em uma carta datada de 29 de junho de 2008, a Congregação para o Culto Divino e a Disciplina dos Sacramentos do Vaticano declarou que "Javé" e otros nomes semelhantes não devem ser utilizados nos serviços litúrgicos católicos. A medida afetou apenas a linguagem litúrgica, uma vez que o termo não consta nas traduções oficiais do Missal Romano, mas implicou uma modificação de alguns hinários. As formas excluídas da litúrgia continuam a ser utilizado em muitas Bíblias católicas mas não nos lecionários oficiais.

## Ascensão e declínio da forma "Jeová"

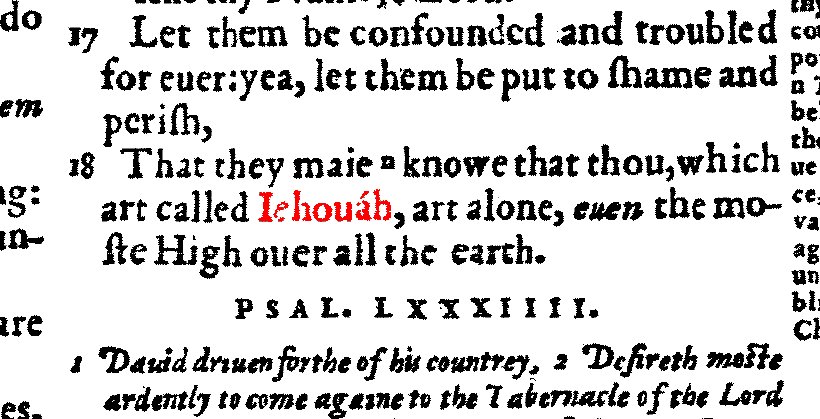
Geneva Bible, 1560: Salmo 83:18, um dos seis versos nos quais esta Bíblia traduz YHWH com "Iehouah" (Jeová)

No século XIV d.C. começou a ser usado de modo geral como nome de Deus a palavra "Jeová"; isso ocorreu porque os eruditos cristãos da época não reconheceram a natureza híbrida da forma.
No protestantismo, alguns tradutores da Bíblia aceitaram "Jeová" como equivalente exato de YHWH, como a versão Almeida e como a Bíblia Reina-Valera em espanhol. Equivalência que não foi aceita por Martinho Lutero, que em sua tradução usou "Der Herr" (O Senhor). As versões inglesas de então traduziam com "The Lord" (o Senhor) milhares de vezes, mas também umas poucas vezes com "Jehovah" (seis na "Geneva Bible", sete na "King James Bible"). Em francês a "Bible d'Olivétan" escolheu a expressão "L'Éternel (O Eterno).
A adoção de "Jeová" no lugar do tradicional "Senhor" gerou disputas. Em 1711, Adriaan Reland publicou um livro contendo o texto de escritos acadêmicos do século XVII, cinco que atacavam o uso de "Jeová" e cinco que o defendiam. Como críticos do uso de "Jeová", incorporou escritos de Drusius (1550-1616), Sixtinus Amama (1593–1629); Louis Cappel (1585–1658); Johannes Buxtorf (1564–1629); Jacob Alting (1618–1679). Em defesa de "Jeová" estavam os escritos de Nicholas Fuller (1557-1626) e Thomas Gataker (1574-1654) e três ensaios de Johann Leusden (1624-1699). Em geral, os oponentes de "Jeová", que disseram que o Tetragrammaton deveria ser pronunciado como "Adonai" não especulam sobre podia ser a pronúncia original, mas foi mencionado o fato de que alguns sustentavam que essa pronúncia tinha que ser "Javé".
O hebraísta Wilhelm Gesenius (1786–1842) relatou que os estudiosos que apoiavam o uso de "Jeová" já então eram uma minoria e que o único argumento de qualquer valor mínimo por eles avançado em favor de sua opinião tinha como base os prefixos יהו (Yeho-) e יו (Yo-) de muitos nomes próprios, para o qual outras explicações são possíveis.
Nos últimos cem anos prevalece a tendência de usar "O Senhor" não só nas revisões da Almeida, como já dito: também a "Reina Valera Contemporânea" (2011) usa "el Señor".
Sobre esta tendência em novas traduções bíblicas a evitar o uso de "Jeová" para traduzir YHWH, Edesio Sánchez Cetina comentou em 2002 no órgão em espanhol das Sociedades Bíblicas Unidas: "Existem versões traduzidas ou revisadas para servir ao mundo acadêmico e àqueles que precisam, por causa de seu papel na missão da Igreja, se aprofundar na exegese e na interpretação. Para eles, parece-me, uma versão que decida transcrever o nome de Deus como deveria ter sido o original, "Yahweh", é excelente. [...] Por outro lado, existem versões cujo propósito é o uso litúrgico, preparadas para a leitura pública. Em tais casos, a opção pelo uso de "Senhor" é preferível. Deve-se reconhecer que no culto e na proclamação da Palavra, pessoas da mesma tradição ou confissão cristã nem sempre estão presentes ou ouvindo. Por isso, o uso da palavra "Senhor" responde perfeitamente à sensibilidade inter-religiosa e ecumênica".

### Imagens com "Jehova"

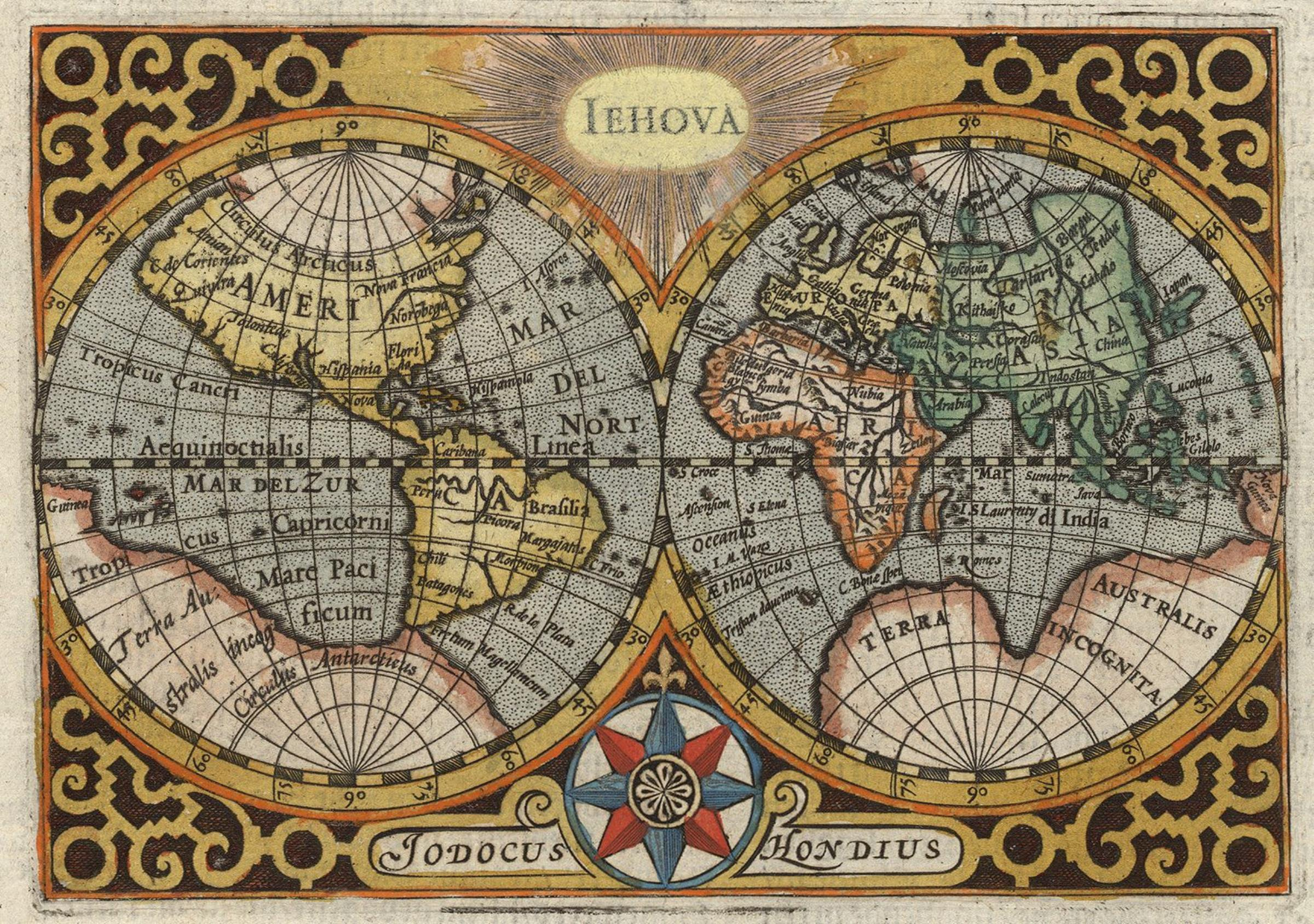
Mapa-múndi ilustrando o itinerário de Jan Huygen van Linschoten (1596)
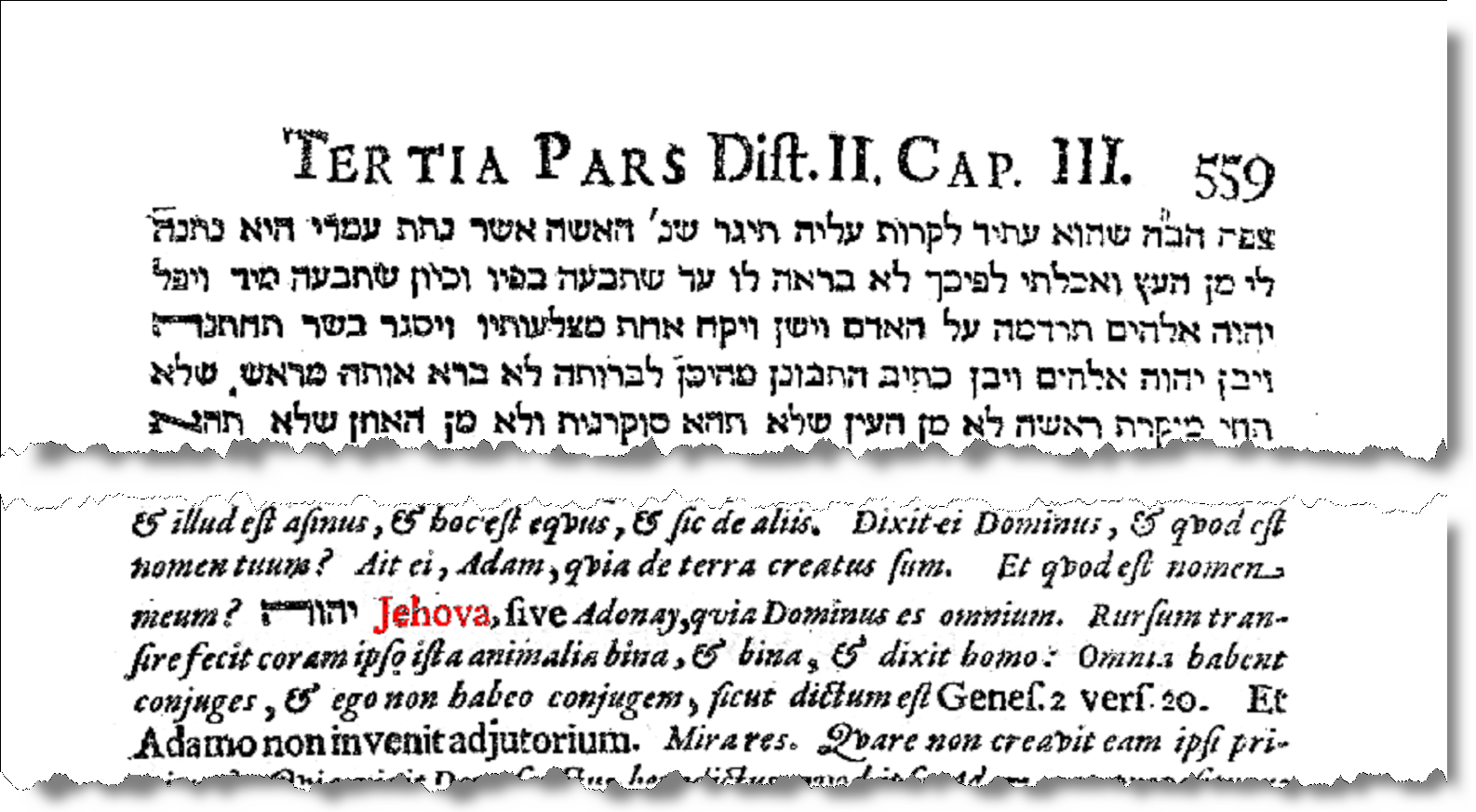
Edição 1687 (p. 559) do Pugio Fidei de Raymundo Martí escrito em 1270
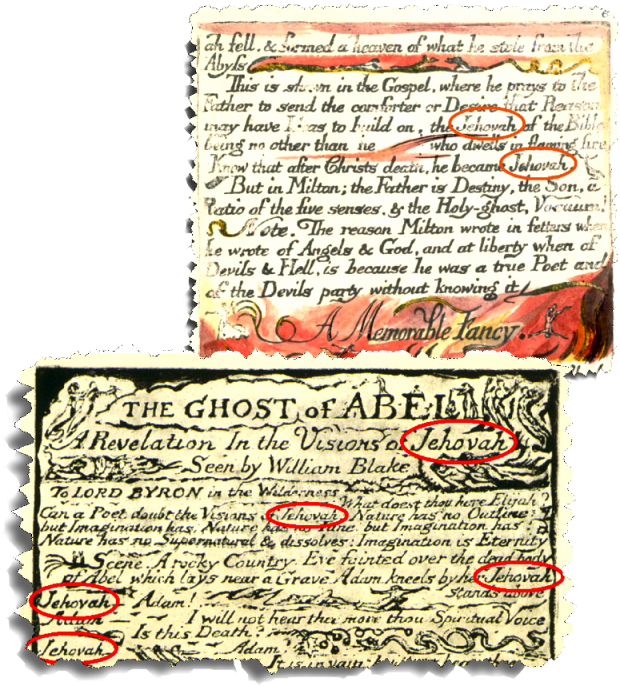
Jehovah em manuscritos de William Blake (1757—1827)
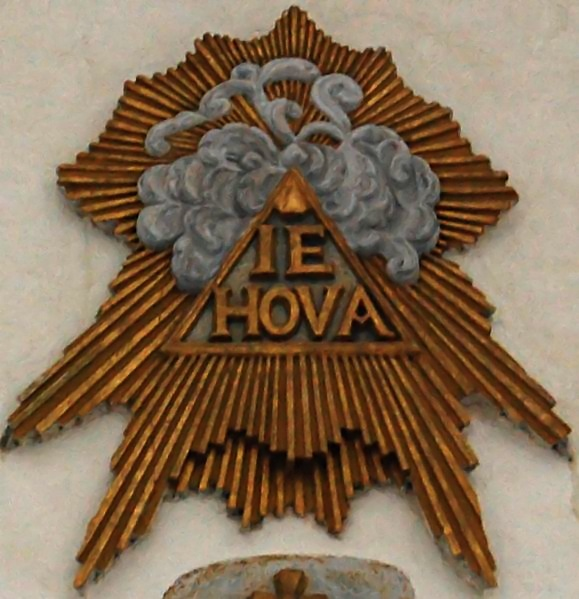
IEHOVAH acima da entrada da igreja de Sør-Fron (1784)
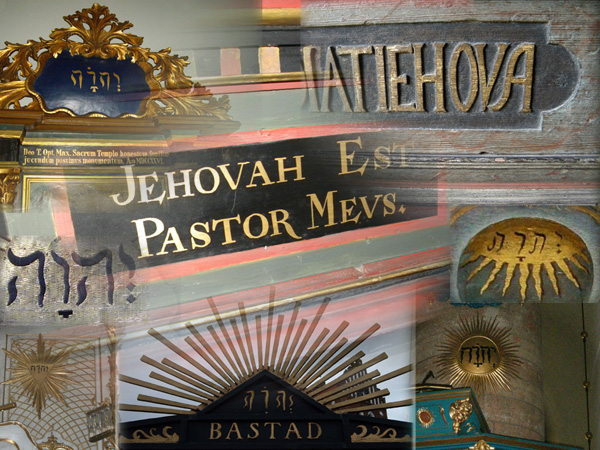
Colagem de inscrições suecas com "Jehova(h)"